# Molí de l'oli (Cervera)
El Molí de l'oli és una obra de Cervera (Segarra) inclosa a l'Inventari del Patrimoni Arquitectònic de Catalunya.

## Descripció
Casa de carreus de pedra que ha sofert moltes reformes i que actualment es troba en mal estat de conservació, especialment la façana. Consta de quatre plantes. La planta baixa presenta una antiga portalada d'arc escarser i dues portes rectangulars modernes. La primera planta presenta dos balcons amb barana de ferro forjat. No tenen cap interès artístic, ja que són nous, però entremig hi ha una fornícula de la que ha desaparegut la imatge. Aquesta fornícula està decorada amb dues columnetes nervades adossades i un frontó triangular de considerables dimensions. Les golfes tenen dos grans finestrals quadrangulars.

## Història
Segons un escrit del Rector de Vallfogona, l'any 1620 aquesta casa ja estava edificada i era un molí d'oli.